# 오스트레일리아-일본 관계
오스트레일리아-일본 관계 또는 일본-호주(일호) 관계 (Australia–Japan relations, にちごうかんけい)는 인도 태평양 지역의 두 섬나라의 정치, 경제, 사회, 문화에 대하여 다룬다.

## 상세
두 국가의 첫 만남은 제2차 세계 대전이었으며, 태평양 전쟁에서 서로 다른 진영에서 싸웠다. 싱가포르 전투에서 오스트레일리아군 일부가 일본 제국군의 포로가 되었으며, 다윈 공습 당시 오스트레일리아인들이 목숨을 잃었다. 오스트레일리아군의 방어 능력 부족과 일본군의 공세라는 불리한 상황에서, 일본 제국 해군의 잠수함들에 의해 시드니 항이 공격을 받았다. 2차대전 이후 오스트레일리아군은 영연방 점령군의 일원으로 활동하며, 1946년부터 1952년까지 히로시마현 구레시에 주둔하였다.
2차 대전과 일본의 거품 경제 당시 일본의 경제 영향력으로 인해 두 국가의 관계는 경색되었으나, 2000년대 이후 변화하였다. 특히 외교와 국방 분야에 있어서 두 국가는 중요한 파트너가 되었다.
유엔군사령부의 후방 기지인 유엔군 후방사령부에 오스트레일리아 방위군의 병력이 파견중에 있다. 그리고 인도-태평양 지역에서 중국의 부상과 위협에 따라 두 국가는 안보 분야에서 협력을 하게 된다. 2007년에 두 국가는 일호 안보공동선언을 통해 공동 방위 조약을 맺었다. 또한 아베 신조 총리의 제안인 쿼드 창설에 오스트레일리아가 가입하였다. 2022년에는 2007년 조약의 내용을 확장하는 신안보공동선언을 채택하였다. 두 국가는 원활화 협정을 체결하여 양 국가 간 군사 훈련의 실행을 용이하게 만들었다. 그 외에도 두 국가는 피치 블랙 훈련, 발리카탄 훈련, 서던 재커루 훈련 등 다국적군 연합 훈련에서도 협력하고 있다.

## 같이 보기
- 오스트레일리아의 대외 관계
- 일본의 대외 관계
- 쿼드
- 원활화 협정
- 유엔군 후방사령부